# Халеф, Хаим
Хаим Халеф (пол. Chaim Chalef; 1921, Гродно, Польская Республика — 1979, Иерусалим, Израиль) — польский художник еврейского происхождения; военнослужащий Войска Польского; узник концентрационного лагеря Освенцим, сумевший совершить успешный побег; подпольщик, участник польского Движения Сопротивления.

## Биография
Родился в Гродно в семье Баруха и Элки Халефов. Отец Хаима был кошерным мясником и происходил из уважаемой в городе семьи резчиков по дереву, которые, в частности, создали барельефы Большой синагоги в Белостоке.
С детства проявлял художественный талант, в 1936 году впервые экспонировал свои работы на двух выставках в Белостоке. В прессе был назван «художником-самоучкой из рабочего класса».
В 1937 году Хаим женился на Яффе Вайник, чья семья происходила из Каунаса; пара жила в Белостоке на Юровецкой улице в доме 5.
После начала Второй мировой войны Хаим Халеф воевал в качестве польского добровольца во время Сентябрьской кампании, был взят в плен немцами и через пересыльный лагерь в Люблине депортирован в концлагерь Освенцим-Биркенау.
В лагере нацисты отметили художественный талант Халефа, и он получил сравнительно лёгкую работу и возможность добывать дополнительное питание. Он создавал гравюрные портреты нацистов, в качестве оплаты получая продукты, лекарства и другие необходимые вещи.
В Освенциме у Халефа завязались отношения с другой заключённой, она забеременела, и у пары родился сын, названный Бенджамином.
В конце 1941 года Хаим Халеф совершил побег из лагеря. Ему удалось пробраться в Белосток и присоединиться к отряду Юдиты Новогродской (пол. Judith Nowogrodzka) — группе подпольщиков Белостокского гетто.
В начале 1945-го, после освобождения Освенцима, Хаим, разыскивая свою вторую «жену», отправился в Люблин, чтобы свериться с записями Красного Креста, касающимися узников лагеря, и из них узнал, что и она, и его ребёнок были убиты в газовой камере. Однако в Люблине он случайно повстречал свою первую жену — Яффу. Полагая, что Хаим был убит во время Сентябрьской компании, Яффа в 1941 году вернулась к родителям в Каунас, там снова вышла замуж, и родила сына, которого назвала Хаимом в память о первом муже, однако после этого её второй муж погиб на фронте.
Хаим и Яффа переехали в лагерь для перемещённых лиц в Риме, где Хаим три года работал учителем рисования в организации еврейских беженцев. В декабре 1945 года Яффа родила сына Авраама Халефа (Abe Chalef, 1945—2008). В 1948 году они эмигрировали в Австралию, где жили в пригородах Мельбурна: сначала в Брансуик-Ист, а затем в Элвуде. В начале 1970-х переехали в Иерусалим.
Хаим Халеф умер в Иерусалиме в 1979 году.